# Opština Valjevo
Opština Valjevo ist eine Gemeinde in der Republik Serbien in Zentralserbien im Bezirk Kolubara. Die Gemeinde nimmt eine Fläche von 905 km² ein (davon 58.369 ha auf dem Ackerland und 26.503 ha im Wald). Das Stadtzentrum ist die Stadt Valjevo. Die Gemeinde Valjevo besteht aus 78 Siedlungen mit insgesamt 96.761 Einwohnern. Die Gemeinde hat 56 Grundschulen und 6 Sekundarschulen.